# Siberia (film 1926)
Siberia è un film muto del 1926 diretto da Victor Schertzinger. L'adattamento di Nicholas Dunaew e la sceneggiatura di Eve Unsell si basano sull'omonimo lavoro teatrale di Bartley Campbell andato in scena in prima a New York il 26 febbraio 1883.

## Trama
Leonid Petroff, ufficiale dell'esercito imperiale russo, si innamora di Sonia, una maestra, impegnata con i rivoluzionari. Nel corso di una dura repressione da parte dello zar, a causa delle sue idee la giovane insegnante viene mandata in Siberia insieme al fratello. Petroff, sempre innamorato, quando la rivede in Siberia, dove è stato comandato per esercitare le sue funzioni di ufficiale, riprende in segreto la sua storia d'amore con lei. La rivoluzione rovescia il governo e Sonia viene liberata mentre Petroff deve cercare di fuggire anche a causa dell'odio che prova per lui Egor, il leader rivoluzionario. Petroff e Sonia fuggono insieme, attraversando su una slitta gli sterminati spazii nevosi, inseguiti dai lupi e da Egor, che nasconde le proprie ambizioni personali sotto il manto del patriottismo.

## Produzione
Il film fu prodotto dalla Fox Film Corporation.

## Distribuzione
Il copyright del film, richiesto dalla Fox, fu registrato il 28 marzo 1926 con il numero LP22611.
Distribuito dalla Fox Film Corporation, il film uscì nelle sale cinematografiche statunitensi il 28 marzo 1926. A New York, fu presentato il 24 maggio 1926. Nei Paesi Bassi, uscì l'11 giugno 1926, distribuito dalla Netherlands Fox Film Corporation. In Italia, distribuito dalla Fox, ottenne nell'ottobre 1926 il visto di censura numero 23016.

In Danimarca, ilm film uscì il 15 agosto 1927; in Finlandia, il 24 settembre 1928; in Portogallo, il 2 settembre 1929.
Non si conoscono copie ancora esistenti della pellicola che viene considerata presumibilmente perduta.